# Сямозеро
Ся̀мо̀зеро (Самозеро) е езеро в Европейската част на Русия, Република Карелия. С площ от 266 km² е 8-ото по-големина езеро в Република Карелия и 46-о по големина в Русия.

## Географска характеристика

### Географски показатели
Сямозеро е разположено в северната част на Източноевропейската равнина, между Онежкото езеро на изток и Ладожкото езеро на югозапад, в южната част на Република Карелия, на 70 km западно от град Петрозаводск, на 106,7 m н.в. То е горен водоем в речната система на река Нева, вливаща се в Балтийско море.
Котловината на езерото е с ледниково-тектонски произход. То има овална форма с дължина от северозапад на югоизток 24,6 km и ширина 15,1 km, средна дълбочина 6,7 m, максимална – 24,5 m, обем 1,79 km3. Бреговата му линия е извънредно силно разчленена със заливи, носове полуострови и острови. Основни заливи са: Есойлски, Курмойлски, Сяргилахта, Кухагуба, Ругагуба, Шахта, Чуйнаволокска губа. Бреговете му са предимно ниски, еднообразни, с широки пясъчни плажове. Издадените в езерото носове, а също и южните брегове на многочислените острови са каменисти, а тук-таме и скалисти. Релефът на дъното е сложен. Отделни подводни възвишения разделят езерото на западна и източна част. Западната е по-дълбока и има малки наклони. Около 60% от дъното е покрито с тиня, а в плитките части в близост до бреговете дъното е каменисто-пясъчно и пясъчно. В Сямозеро има около 80 острова с обща площ от 4,28 km2.

### Водосборен басейн
Водосборният басейн на езерото Сямозеро по данни от Държавния воден регистър на Русия е 1580 km2, а по други литературни данни – 1610 km2. Основните му притоци са реките Малая Суна, Судак, Кивач, Сярач, Кудама и Соуда, всички с дължина от 10 до 40 km и се вливат в него от север. Оттокът се осъществява от река Сяпся изтичаща от източния му край, при село Сяпся, ляв приток на река Шуя, вливаща се в Онежкото езеро. От там чрез река Свир, Ладожкото езеро и река Нева водите на Сямозеро достигат до Балтийско море.

### Хидроложки показатели
Езерото Сямозеро се отнася към групата на транзитно-акумулативните водоеми. Подхранването му е смесено, като преобладава снежното. Измененията на водното му ниво през годината е незначително – едва 0,55 m. Максимумът на водното ниво е през май и юни и два минимума: зимен през април и лятно-есенен – през август и септември. Водата в езерото е слабо минерализирана. Прозрачността на водата е от 0,7 до 4,5 m.
Езерото замръзва обикновено в края на ноември, а се размразява в края на април или началото на май. През лятото, поради сравнително малката му дълбочина водата в него доста се нагрява и достига до 20 – 25 °C.

## Стопанско значение, населени места
На брега на езерото има 21 населени места, като по-големи са селата Есойла (на южния бряг), Кудама, Лахта и Чуйнаволок (на северния бряг), Сяпся и Сямозеро (на югоизточния бряг), Курмойла (на югозападния). В крайбрежната полоса са разположени вилни селища, здравни лагери и бази за отдих. Бреговете му са покрити с гъсти иглолистни гори: ела, смърч и лиственица. Характеризира се с висока рибопродуктивност (до 8 – 9 кг/ха). Водите му се използват за водоснабдяване на село Есойла, любителски и промишлен риболов и за развлекателни цели.

## Топографски карти
- Лист от карта P-36-XV,XVI Суоярви. Мащаб: 1 : 200 000. Указать дату выпуска/состояния местности.
- Лист от карта P-36-XXI,XXII Пряжа. Мащаб: 1 : 200 000. Указать дату выпуска/состояния местности.